# Commelina trachysperma
Commelina trachysperma är en himmelsblomsväxtart som beskrevs av Emilio Chiovenda. Commelina trachysperma ingår i släktet himmelsblommor, och familjen himmelsblomsväxter.
Artens utbredningsområde är Eritrea. Inga underarter finns listade.